# Mia Baudot
Mia Baudot (Mechelen. 17 augustus 1937) is een Belgische expressionistische schilder beïnvloed door het fauvisme.
Ze schildert stillevens, naaktfiguren en portretten. Ze studeerde aan de Koninklijke Academie voor Beeldende Kunsten van Mechelen en vervolgens aan het Hoger Instituut voor Schone Kunsten, afdeling schilderen, te Antwerpen.
Zij gaf les aan de Stedelijke Academie te Turnhout. Ze exposeerde haar schilderijen onder andere in de Stedelijke Feestzaal te Mechelen.

## Schilderstijl
Haar schilderijen kenmerken zich door een mannelijke, krachtige constructie met levendige oranje-rode en gele felle kleuren. Ze schildert stillevens, portretten, bloemen, landschappen en naaktfiguren op doek in olieverf in middelgrote tot grote schilderijen. Zij laat zich inspireren door haar reizen (Provence, Spanje).